# Jaciment arqueològic de Cabezo Lucero
El jaciment arqueològic de Cabezo Lucero, l'època del qual correspon al període orientalitzant, ibèric antic i ple (segles VI-III aC), està situat entre Guardamar del Segura i Rojals (Baix Segura, País Valencià), a 2,5 km. de Rojals, al marge dret del Segura.
El poblat està situat al marge del que en l'antiguitat era una albufera o llacuna. A l'altra riba se situaven els poblats de l'Oral, La Escuera i la Necròpoli del Molar.

## Característiques

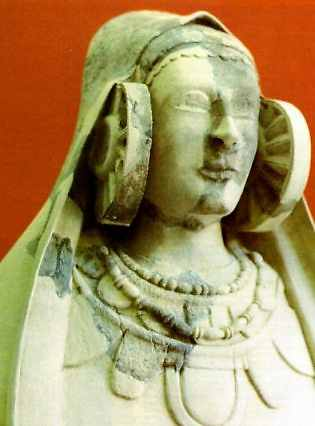
Dama de Guardamar.

El jaciment arqueològic consta de dues parts, el poblat i la necròpoli. Les restes arquitectòniques són escasses, molt arrasades. Poden identificar-se restes d'una torrassa quadrangular, posada de manifest en les excavacions dels anys 80. Uns 200 metres al sud es localitza la necròpoli, amb una extensió superior als 2500 m². Sobre la superfície, amb una miqueta d'imaginació, és possible observar restes dels túmuls. Cap a l'oest, destaca un cabeç arredonit, el Cabezo Soler, amb restes superficials de ceràmica ibèrica.
La necròpoli se situa a més altura que el poblat, en un cabeç, des d'on es poden apreciar vistes sobre l'antiga llacuna. Les excavacions han proporcionat abundants materials, com ceràmiques d'importació (principalment del segle IV aC), orientalitzants (s. VI-V aC), ibèriques, orfebreria, armes com falcates, punyals i restes d'escultures ibèriques, que inclouen caps d'animals. Són abundants les copes àtiques de peu baix. A partir del 350-330 a. C ., comença la decadència de les importacions.
Una de les troballes més rellevants la constitueix la denominada Dama de Guardamar, reconstruïda a partir de nombrosos fragments i que presenta similituds amb la Dama d'Elx.